# Ratcliff, Arkansas
Ratcliff là một thành phố thuộc quận Logan, tiểu bang Arkansas, Hoa Kỳ. Năm 2010, dân số của thành phố này là 202 người.

## Dân số
- Dân số năm 2000: 191 người.
- Dân số năm 2010: 202 người.